# Pedinopistha
Pedinopistha is een geslacht van spinnen uit de  familie van de Philodromidae (renspinnen).

## Soorten
- Pedinopistha aculeata (Simon, 1900)
- Pedinopistha finschi Karsch, 1880
- Pedinopistha longula (Simon, 1900)
- Pedinopistha schauinslandi (Simon, 1899)
- Pedinopistha stigmatica (Simon, 1900)